# Muingmak Island
Muingmak Island är en ö i Kanada.   Den ligger i territoriet Nunavut, i den östra delen av landet, 2 300 km norr om huvudstaden Ottawa. Arean är 8,3 kvadratkilometer.
Terrängen på Muingmak Island är lite kuperad. Öns högsta punkt är 297 meter över havet. Den sträcker sig 4,4 kilometer i nord-sydlig riktning, och 3,7 kilometer i öst-västlig riktning.